# فلت پک
فلت پک - (به انگلیسی: Flatpak) (سابقاً xdg-app) یک نرم‌افزار سودمند برای استقرار نرم‌افزار و مدیریت بسته برای لینوکس است. فلت پک یک محیط sandbox در اختیار کاربران می‌گذارد که در آن می‌توانند نرم‌افزارهای کاربردی را به صورت جدا از بقیه سیستم اجرا کنند. برنامه‌های کاربردی با استفاده از فلت پک برای دسترسی به بلوتوث، صدا (با PulseAudio)، شبکه، پرونده‌ها و غیره به مجوزهایی احتیاج دارند که توسط نگهدارنده فلت پک تعریف شده‌اند و توسط کاربران در سیستم خود قابل کنترل (اضافه یا حذف) هستند. فلت پک به عنوان بخشی از پروژه Freedesktop.org (که قبلاً با نام X Desktop Group یا XDG شناخته می‌شد) توسعه داده شد و در ابتدا xdg-app نامیده می‌شد.
Flathub، مخزنی (یا منبع از راه دور در اصطلاحات فلت پک) که در flathub.org قرار دارد، به یک استاندارد برای دریافت برنامه‌های بسته‌بندی شده با فلت پک تبدیل شده است. بسته‌های flathub توسط مدیران Flathub یا برنامه نویسان برنامه‌ها ارایه می‌شوند. اگرچه Flathub منبع اصلی برای برنامه‌های بسته‌بندی شده با فلت پک است، فلت پک می‌تواند به‌طور مستقل از Flathub کار کند. امکان میزبانی از راه دور و دسترسی به Remoteهایی که کاملاً مستقل از Flathub هستند امکان‌پذیر است. 

## پشتیبانی
به صورت تئوری، برنامه‌های فلت پک را می‌توان بر روی هر توزیع لینوکس، از جمله آنهایی که با لایه سازگاری Windows Subsystem for Linux نصب شده‌اند، تا زمانی که bubblewrap و OSTree در دسترس باشند، نصب کرد.
همچنین می‌توان از این برنامه در سیستم‌های مبتنی بر هسته لینوکس مانند ChromeOS استفاده کرد.